# 福井保夫
福井 保夫（ふくい やすお、1952年11月12日 - ）は、岡山県出身の元プロ野球選手。ポジションは投手。

## 来歴・人物
津山商業高校では、エースとして1969年秋季中国大会県予選で準決勝に進むが興譲館高に敗退。翌1970年春季中国大会県予選でも準決勝に進出するが、岡義朗、守岡茂樹のいた岡山東商に惜敗した。卒業後は松下電器に入社。しかしエース福間納に加え、1973年には山口高志、長谷部優が入社。あまり活躍の機会はなかった。
1974年のドラフト会議で近鉄バファローズに1位指名され入団。この年のドラフトでは同僚である山口高志の去就が注目され、ドラフトで最初に指名権を得ていたバファローズが当然山口を1位指名するものとみられていた。しかし、有名選手ゆえ契約金の高騰を懸念したバファローズは山口を指名せずに福井を指名し、周囲を驚かせた。コントロールもまずまずでスライダーが決め球という前評判だった。
1年目の1975年から一軍で起用され10試合に登板。7月25日に救援でロッテから初勝利を挙げる。9月24日には阪急を相手に初先発。序盤で大きくリードし3回を無失点と好投するが、4回に長池徳二に本塁打を浴び降板、白星を逸する。1980年には主に中継ぎとして9試合、翌1981年には18試合に起用され、初セーブも記録する。しかし翌年以降は登板機会がなく、1983年オフに加藤英司・大原徹也とのトレードで森脇浩司と共に広島東洋カープへ移籍。ここでも登板機会はなく、1984年限りで引退した。
引退後しばらくは、古巣・近鉄バファローズで打撃投手を務めた。
現在は奈良県生駒郡安堵町に在住し、同町の商工会事務局に勤務の後、町議会議員を務める。2015年2月7日には母校津山商業のコーチに就任した。

## 詳細情報

### 年度別投手成績
| 年 度    | 球 団    | 登 板 | 先 発 | 完 投 | 完 封 | 無 四 球 | 勝 利 | 敗 戦 | セ 丨 ブ | ホ 丨 ル ド | 勝 率 | 打 者 | 投 球 回 | 被 安 打 | 被 本 塁 打 | 与 四 球 | 敬 遠 | 与 死 球 | 奪 三 振 | 暴 投 | ボ 丨 ク | 失 点 | 自 責 点 | 防 御 率 | W H I P |
| -------- | -------- | ----- | ----- | ----- | ----- | -------- | ----- | ----- | -------- | ----------- | ----- | ----- | -------- | -------- | ----------- | -------- | ----- | -------- | -------- | ----- | -------- | ----- | -------- | -------- | ------- |
| 1975     | 近鉄     | 10    | 1     | 0     | 0     | 0        | 1     | 0     | 0        | --          | 1.000 | 83    | 21.2     | 18       | 4           | 6        | 0     | 0        | 7        | 0     | 0        | 8     | 7        | 2.86     | 1.11    |
| 1976     | 近鉄     | 2     | 0     | 0     | 0     | 0        | 0     | 0     | 0        | --          | ----  | 14    | 3.0      | 4        | 1           | 3        | 0     | 0        | 1        | 0     | 0        | 1     | 1        | 3.00     | 2.33    |
| 1979     | 近鉄     | 4     | 1     | 0     | 0     | 0        | 0     | 1     | 0        | --          | .000  | 45    | 12.0     | 10       | 2           | 1        | 0     | 0        | 6        | 1     | 0        | 4     | 4        | 3.00     | 0.92    |
| 1980     | 近鉄     | 9     | 0     | 0     | 0     | 0        | 0     | 1     | 0        | --          | .000  | 140   | 34.1     | 32       | 7           | 8        | 0     | 0        | 17       | 0     | 0        | 12    | 12       | 3.18     | 1.17    |
| 1981     | 近鉄     | 18    | 0     | 0     | 0     | 0        | 1     | 1     | 1        | --          | .500  | 216   | 56.1     | 51       | 8           | 4        | 0     | 1        | 26       | 0     | 0        | 21    | 20       | 3.21     | 0.98    |
| 通算:5年 | 通算:5年 | 43    | 2     | 0     | 0     | 0        | 2     | 3     | 1        | --          | .400  | 498   | 127.1    | 115      | 22          | 22       | 0     | 1        | 57       | 1     | 0        | 46    | 44       | 3.12     | 1.08    |

### 記録
- 初登板：1975年5月17日、対ロッテオリオンズ前期7回戦（日本生命球場）、6回表から3番手で救援登板・完了、4回2失点
- 初勝利：1975年7月27日、対ロッテオリオンズ後期2回戦（新潟市営鳥屋野球場）、8回表から3番手で救援登板、1回無失点
- 初先発：1975年9月24日、対阪急ブレーブス後期12回戦（藤井寺球場）、4回1失点で勝敗つかず
- 初セーブ：1981年8月30日、対ロッテオリオンズ後期8回戦（日本生命球場）、1回1失点

### 背番号
- 15 （1975年 - 1983年）
- 33 （1984年）
- 85 （1985年）
- 95 （1986年 - 1990年）